# La Baraque (Orcines)
Pour les articles homonymes, voir Baraque.
La Baraque est un village dépendant de la ville d'Orcines.

## Toponymie
Ce toponyme est extrêmement répandu en France, surtout dans le Sud: plus de cent villages et
hameaux portent ce nom.

Le mot baraque n'est cependant pas ici à prendre exactement à son sens actuel. Il pouvait en effet désigner,
autrefois, outre une maisonnette, un abri temporaire (pour les bergers ou les travailleurs des champs) ou une
petite auberge rustique, située sur un axe de communication. Le nom a souvent aussi désigné des relais de poste.

Les baraques étaient généralement construites en planches.

## Situation
Situé proche du village, La Baraque est située au croisement entre la route de Bordeaux et de la route de Limoges. Le croisement est l'un des points stratégiques de la région, puisqu'il est le point de sortie de l'agglomération. De nombreux restaurants sont situés sur la route. 
La Baraque est aussi un point de desserte de l'ensemble de la chaîne des Puys puisque l'accès au Puy-de-Dôme par le Panoramique des Dômes (train à crémaillère) n'est situé qu'à 3,5 km et que la route de Vulcania croise celle du Col de la Moreno dans le village, d'où une importante circulation automobile.

## La route de La Baraque

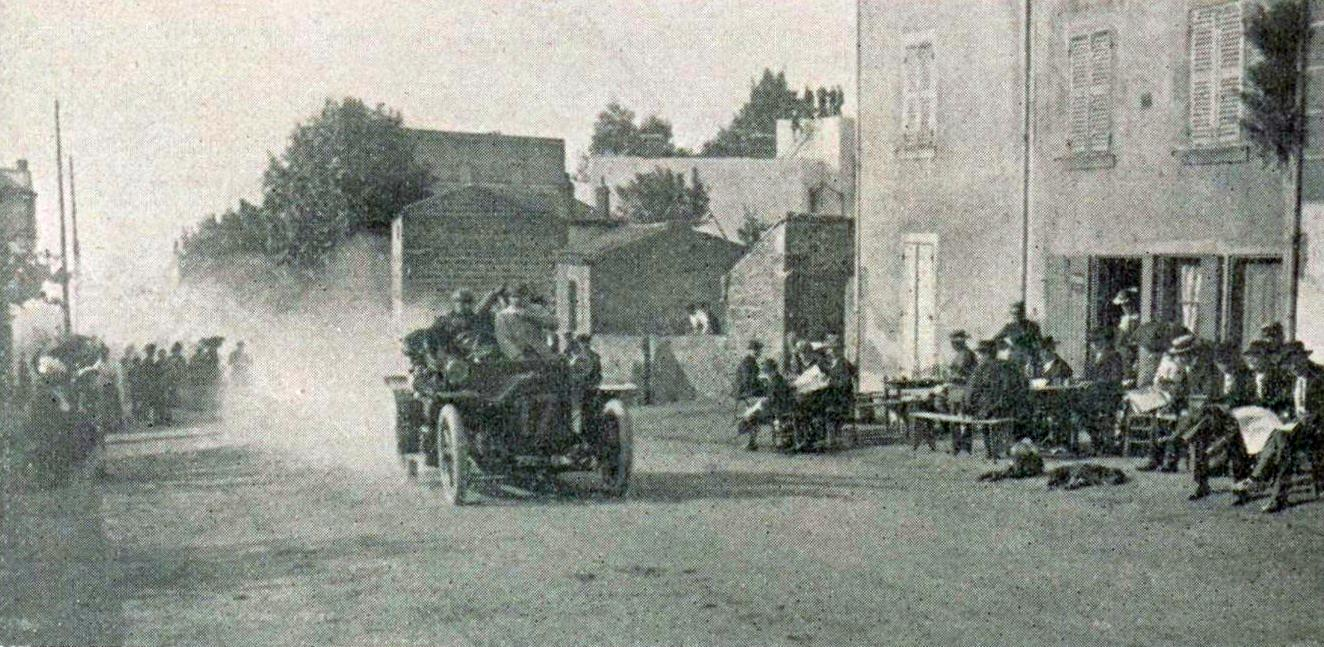
Course automobiles en 1906 - côte de la Baraque près de Clermont-Ferrand.

La Baraque est sur la route de la Baraque. La route est connue pour son importante circulation.
Deux routes à forte déclivité arrivent dans le village depuis le col des Goules et le col de la Moreno. La route de La Baraque présente, jusqu'à Clermont-Ferrand, une pente de 10 % sur environ 5 km.  
La route présente plusieurs virages en épingles fort appréciés des autochtones qui ont tendance à y rouler « un peu fort ». À l'extérieur du virage dit de « la Pierre carrée », le belvédère offre une vue dégagée sur la ville et la plaine, jusqu'à la Montagne bourbonnaise, aux Monts du Livradois et du Forez.

## La Baraque et le Tour de France
Le Tour de France est souvent passé à La Baraque pour accéder au Puy-de-Dôme.